# 夏延军
夏延军（1963年12月—），女，汉族，河北威县人，中华人民共和国政治人物。1987年4月加入中国共产党，1982年11月参加工作。曾任中共河北省委常委，省委统战部部长。现任河北省人大常委会副主任。

## 生平
1982年毕业于北京电子专科学校（今北京电子科技学院）机要专业，后在中共河北省委办公厅工作，官至省委办公厅综合四处副处长，一度兼任南皮县扶贫工作组组长。2001年，任中共河北省委610办公室综合处处长。2002年9月，任河北省质量技术监督局副局长、党组成员（2009年4月升为党组副书记）。2014年5月，任河北省质量技术监督局局长、党组书记。2018年1月，当选为河北省人民政府副省长，同年6月兼任河北省残疾人联合会主席。2021年11月，任中共河北省委常委、统战部部长。2022年1月，不再兼任河北省人民政府副省长。2024年1月，当选为河北省人大常委会副主任。
工作期间先后在中共河北省委党校研究生班经济管理专业、中央广播电视大学法学专业、天津大学管理学院公共管理专业在职学习，还曾参加中共中央党校第43期中青年干部培训班一班学习，获天津大学公共管理硕士学位。